# Eunice eugeniae
Eunice eugeniae är en ringmaskart som beskrevs av Fauchald 1992. Eunice eugeniae ingår i släktet Eunice och familjen Eunicidae. Inga underarter finns listade i Catalogue of Life.